# El río del Edén
El río del Edén (subtitulado "Un punto de vista darwiniano sobre la vida") es un libro de divulgación científica escrito por Richard Dawkins. El libro trata sobre el darwinismo e incluye un repaso de los temas tratados en sus anteriores libros, El gen egoísta, El fenotipo extendido y El relojero ciego. Es parte del w:Science Masters series y es el libro más corto de Dawkins. Incluye además ilustraciones de Lalla Ward, la esposa de Dawkins. El nombre del libro proviene del pasaje del Génesis 2:10, "Y salía de Edén un río para regar el huerto, y de allí se repartía en cuatro ramales." (de la versión Biblia Reina-Valera 1909, versión King James en el original).